# Jotun (entreprise)
 (avril 2024).
Pour l’article homonyme, voir Jotun (jeu vidéo).
Jotun est une entreprise norvégienne spécialisée dans la production de peinture. Elle emploie environ 9 500 employés.

## Histoire
En 2005, Jotun crée une coentreprise à Shanghai, avec le géant chinois du transport maritime COSCO, pour fournir des peintures à ses chantiers navals et à ses navires. L'entité est nommée Jotun COSCO Marine Coatings. En 2019, ils renouvellent leur accord de partenariat.
En 2017, Jotun se lance en Phillipines, en créant une usine à Batangas pour la production de la peinture industrielle et marine.
En 2022, Jotun annonce la signature d'un accord de partenariat avec Emerson, pour l'automatisation et la numérisation de ses usines.